# 威廉·欧内斯特·卡斯尔
威廉·欧内斯特·卡斯尔（英語：William Ernest Castle，1867年10月25日—1962年6月3日）是一位美国遗传学家，毕业于丹尼森大学和哈佛大学，曾工作于哈佛比较动物学博物馆和布西研究所，1955年获得金伯遗传学奖，是第一个运用果蝇进行遗传学实验的人。

## 家庭
- 儿子威廉·伯斯沃斯·卡斯尔，美国医生和生理学家[3]。